# Dàoxuān
Dàoxuān (道宣T, Tao-hsüanW; coreano: Doseon, giapponese: Dōsen; 596 – 667) è stato un monaco buddista e traduttore cinese.
Dàoxuān è stato uno dei monaci buddisti cinesi più versatili del periodo medievale. Maestro di vinaya ha contribuito con Xuánzàng (玄奘, 602-664) e Dàoshì (道世, ?-683) alla traduzione di diversi testi inerenti ai canoni di disciplina monastica.

## La vita
Non si conosce esattamente il luogo di nascita di Dàoxuān, le fonti non concordano infatti sul luogo. Tuttavia è certo che egli abbia vissuto la maggior parte della sua vita adulta nei pressi della capitale Chang'an. Si sa che era figlio di un alto ufficiale dell'esercito imperiale e che entrò giovanissimo in un monastero buddista, guadagnandosi presto la fama di giovane erudito. 
Lo troviamo insieme a Xuánzàng nel centro di traduzione di Chang'an, presso il monastero Xīmíng (西明寺, Tempio della luce occidentale) e poco dopo, come abate dello stesso monastero dove, con Dàoshì, avviò la traduzione, la sistemazione e lo studio del materiale inerente ai diversi Vinaya. 
A tale scopo fondò, nel monastero di Nánshān (南山寺, Tempio del Monte orientale) una specifica scuola, denominata Lǜ (律宗, Lǜ zōng), affinché i monasteri buddisti cinesi seguissero scrupolosamente le regole monastiche soprattutto al riguardo delle ordinazioni. 
Fu lui ad evidenziare il vinaya della scuola indiana Dharmaguptaka (Cāturvargīya-vinaya, Quadruplici regole della disciplina, 四分律 pinyin: Shìfēnlǜ, giapp. Shibunritsu, conservato nel Lǜbù, contiene 250 regole per i monaci e 348 regole per le monache) che era già stato tradotto dal sanscrito al cinese nel 408 Buddhayaśas (in cinese 佛陀耶舍 Fótuóyéshè, IV-V secolo) e da Zhú Fóniàn (竺佛念, IV-V secolo), non trascurando, tuttavia, lo studio degli altri Vinaya.
Dàoxuān si oppose sempre al progetto di un saṅgha (cin. 僧伽 pinyin: sēngqié) di esclusiva formazione mahāyāna fondato esclusivamente sui precetti del bodhisattva riportati nel Brahmajāla-sūtra (梵網經 pinyin: Fànwǎng jīng, giapp. Bonmō kyō, Il Sutra della rete di Brahma, conservato nel Lǜbù) tradotto, forse, da Kumārajīva nel 406 .

## Le opere
Dàoxuān è autore di importanti opere, tra queste vanno ricordate:
- Dàtáng nèidiǎn lù (大唐內典錄, giapp. Daitō naiten roku, Catalogo di opere buddiste del periodo Tang, T.D. 2149.55.219a-342a, conservato nel Mùlùbù) composta in 10 fascicoli nel 664.
- Xù gāosēng zhuàn (續高僧傳, giapp. Zoku kōsō den, Continuazione delle Biografie di monaci eminenti, T.D. 2060.50.425a-707a, conservato nel Shǐchuánbù) che contiene la biografia di circa 500 tra monaci e monache, vissuti in Cina tra il 519 e il 645, e corrisponde alla continuazione del Gāosēng zhuàn di Huìjiǎo (慧皎).